# 致我們甜甜的小美滿
《致我们甜甜的小美满》，是2020年中國大陸網絡劇，改编自赵乾乾小说《舟而复始》。该剧由导演邢潇执导，龚俊、刘人語領銜主演，李歌洋、完颜洛绒、安泳畅、高秋梓等主演。
本剧于2019年7月4日在厦门开机，9月24日杀青，并于次年4月10日在腾讯视频首播。该剧亦是2017年网剧《致我们单纯的小美好》、2019年网剧《致我们暖暖的小时光》的官方姐妹篇。 台灣由WeTV獨家播出。

## 播放時間及平台

### 首播
| 頻道     | 所在地   | 首播日期                         | 备注 |
| 腾讯视频 | 中国大陆 | 2020年4月10日-2020年5月14日/22日 | 腾讯视频VIP会员：会员抢先看6集，4月23日起VIP享超前点播特权 非会员：首周五、六20：00更新两集，次周起每周四、五20：00更新两集 |
| WeTV     | 臺灣     | 2020年4月10日-2020年5月14日/22日 | 首週五、六20：00更新兩集，次週起每週四、五20：00更新兩集，VIP搶先看6集                                                      |

## 演員表

### 主要演员
| 演員     | 角色   | 简介 |
| 龚俊     | 赵泛舟 | 南方大学医学院学生 法医系大神，学霸，學生會會長 15级学生 性格高冷，天生行动派 梦想是成为一名优秀的法医，喜歡周筱，是周筱的男朋友，後成為周筱的老公。                                                                                |
| 刘人语   | 周筱   | 南方大学中文系学生 侦探事务所社长 16级新生 喜欢柯南和侦探小说，梦想是成为一名侦探小说作家，喜歡趙泛舟,是趙泛舟的女朋友,後成為趙泛舟的老婆。 与朱璐、陶玲和罗薇是同宿舍室友。                                                        |
| 李歌洋   | 蔡亚斯 | 南方大学计算机系学生 计算机系优才生，人称天才“小神童” 性格中二 是破壞賈依淳演講的黑客，曾在校慶當眾向周筱表白，被周筱認為他在利用她當擋箭牌。 喜欢周筱并默默守护她，後祝福趙泛舟和周筱，幫助谢逸星在畢業典禮向朱璐求婚。            |
| 完颜洛绒 | 谢逸星 | 南方大学羽毛球新星 16级新生 专攻羽毛球 傲娇自恋 喜歡朱璐，在海城寫生第二天成為朱璐的男朋友，畢業典禮在蔡亞斯的幫助下向朱璐求婚。 |
| 安泳畅   | 朱璐   | 南方大学艺术系学生 昵称：小鹿 艺术系女神，亦是羽毛球高手 16级新生 高冷，敢爱敢恨 15集抓住陳羽劈腿 19集答應謝逸星的表白 与周筱、陶玲和罗薇是同宿舍室友，曾喜歡陳羽後喜歡謝逸星，成為謝逸星的女朋友，於畢業典禮上答應了謝逸星的求婚。 |
| 高秋梓   | 陶玲   | 南方大学中文系学生 暱稱:懶玲玲 16级新生 宅萌少女 与周筱、朱璐和罗薇是同宿舍室友 方偉女友，後分手。 |
| 李溪桐   | 罗薇   | 南方大学中文系学生 學霸 16级新生 暱稱:薇薇 与周筱、朱璐和陶玲是同宿舍室友。 |

### 其他演员
| 演員             | 角色   | 简介 |
| 廖彦龙           | 陈羽   | 南方大学交換学生 15级学生 羽毛球社社長 玩弄朱璐感情 最後被周筱等人報復 |
| 朱云慧           | 贾依淳 | 南方大学心理学系学生 16级新生 南大百年校庆的主持人 喜歡趙泛舟，認為自己才適合他，得知趙泛舟喜歡周筱並一直針對周筱，以及不斷想辦法拆散他們。 在秦萌的講座中，幫忙保管手機，用周筱的備用機把趙泛舟拉黑，讓他們一度互相聯絡不上對方。 是趙泛舟的發小，大家俗稱的臭綠茶婊。 被趙泛舟攤牌後對其死心，跑去婚禮現場偷偷看他，默默的拍手祝福。 |
| 许焱磊           | 方伟   | 南方大学化学系学生 16级新生 陶玲男友，後分手。 |
| 杨新鸣           | 胡教授 | 法醫系教授 |
| 黄奕             | 秦萌   | 法醫系已畢業师姐，曾是胡教授的助手，現為法醫及作家。 |
| 傅迦             | 周振國 | 周筱爸爸，原本不同意周筱跟趙泛舟談戀愛，後同意他們結婚。 |
| 田淼             | 陳莉娟 | 周筱妈妈 |
| 赵岩松           | 赵劍   | 赵泛舟爸爸 |
| 马睿             | 沈夢君 | 赵泛舟妈妈，原本有躁鬱症，後康復。 |
| 任世豪           | 任一扬 | 韓國留學生，周筱的中文輔導學生 |
| 吴季峰           | 李小峰 | 曾是謝逸星最好的朋友，因隱瞞省隊選拔，成了死對頭 |
| 曲少石           | 舒老师 | 中文系教授 |
| 耿黎明           | 黄老师 | 圖書館負責老師 |
| 徐格格           | 刘老师 | |
| 倪凯杰（周米言） | 张麟   | 蔡亚斯室友 |

## 電視原聲帶
| 歌名                 | 作词        | 作曲   | 編曲   | 演唱                           | 备注        |
| 甜甜小美滿           | 王樂陽      | 郭思達 | 周以力 | 劉人語、龔俊                   | 片頭曲      |
| 有你的青春           | 王樂陽      | 郭思達 | 胡閣   | 劉人語、龔俊、顏丙沂、楊格     | 片尾曲      |
| 遇見你的我卻不會寫歌 | 王樂陽      | 郭思達 | 胡閣   | 劉人語                         | 插曲/主題曲 |
| 甜甜的小美滿         | 劉人語      | 劉人語 | 劉人語 | 劉人語                         | 插曲/推廣曲 |
| 怕光的人             | 王樂陽      | 郭思達 | 張中豪 | 周銳、楊格                     | 插曲        |
| 答應我要幸福         | 孫艾藜/林喬 | 孫艾藜 | 黃詩麒 | 李歌洋                         | 插曲        |
| 一起                 | 高瑩        | 高瑩   | 陳沁掦 | 劉人語、安泳暢、高秋梓、李进秋 | 插曲        |